# Rhytiphora intertincta
Rhytiphora intertincta är en skalbaggsart som först beskrevs av Francis Polkinghorne Pascoe 1867.  Rhytiphora intertincta ingår i släktet Rhytiphora och familjen långhorningar. Inga underarter finns listade i Catalogue of Life.